# Uitvinding

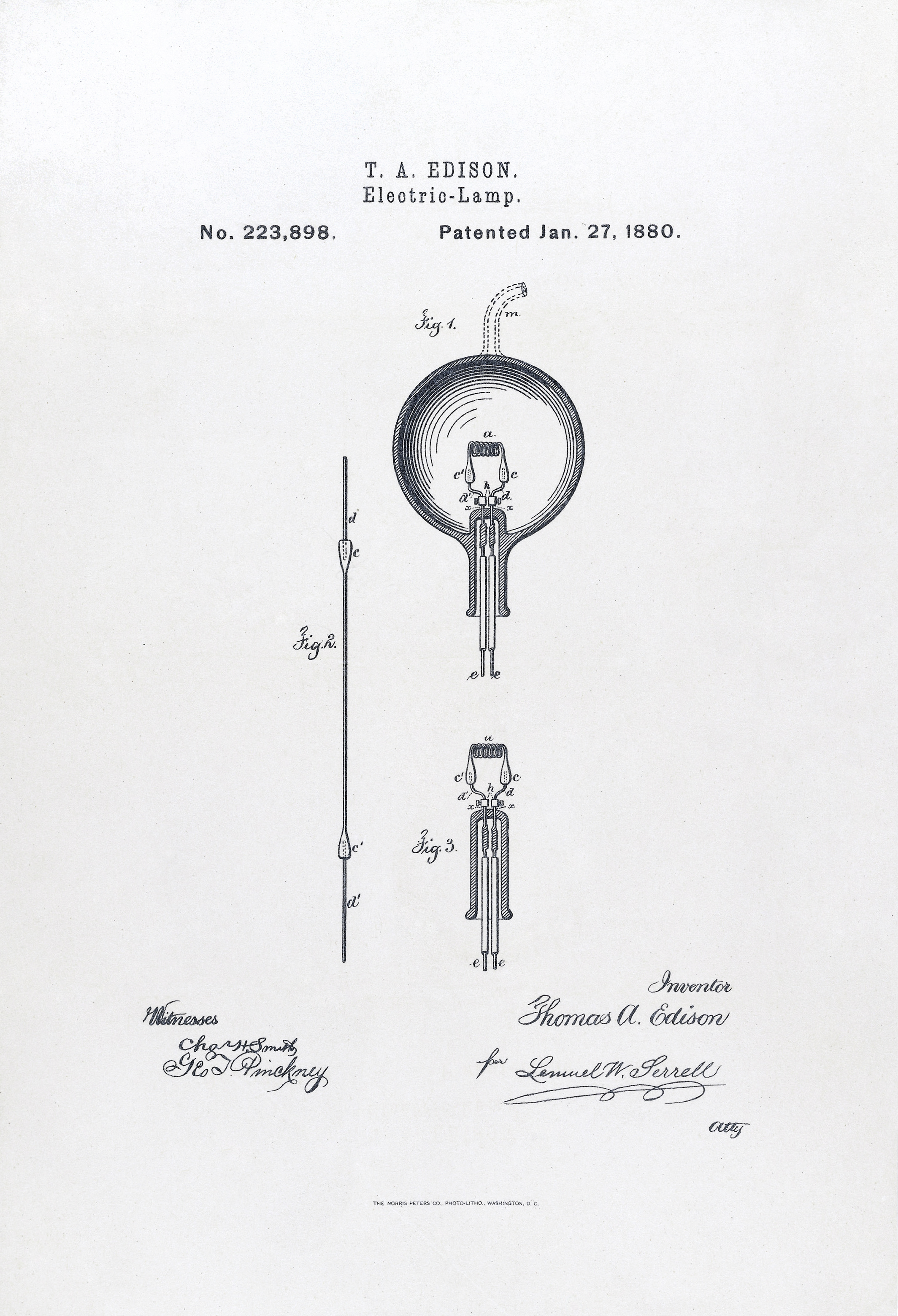
Het patent waarmee de uitvinding van de gloeilamp wereldkundig werd gemaakt

Een uitvinding is de ontdekking van een idee, product, materiaal, methode of proces, opzettelijk of toevallig. Die ontdekking kan geheel nieuw zijn, of een oud idee met een nieuwe toepassing, of een nieuwe combinatie van bestaande ideeën. Het proces van innovatie omvat, naast de eigenlijke uitvinding, ook het traject ernaartoe, en het vervolgtraject van de praktische toepassing.:605 Voorbeelden van uitvindingen zijn de lamp, die het mogelijk maakt licht te maken zonder vuur, en de stoommachine, die de basis vormde van vele andere machines, en aan de basis stond van de industriële revolutie. Een uitvinding stelt de mens in staat om nieuwe uitdagingen aan te gaan. De persoon die de uitvinding doet, is een uitvinder.

## Juridisch begrip
Het juridische uitvindingsbegrip staat centraal in het octrooirecht: een uitvinding is datgene waarvoor octrooi verleend kan worden. Zoals vaker in het recht, komt dit begrip niet precies overeen met het spraakgebruik. Een octrooieerbare uitvinding is volgens het Europees Octrooiverdrag kort gezegd een voorziening die nieuw en inventief is (dat wil zeggen dat zij nog niet bekend of beschikbaar was, en niet voor de hand lag voor de relevante vakman), en vatbaar is voor toepassing op het gebied van de nijverheid.

## Processen
Traditioneel werden in de geschiedschrijving technieken als het wiel, menselijke vuurbeheersing, landbouw en metaalbewerking als eenmalige, plotselinge uitvinding gepresenteerd. Er is in de geschiedschrijving echter een toenemende terughoudendheid om deze zaken op deze manier te benaderen. De menselijke technologische ontwikkeling betrof eerder langdurige processen, zonder vaststaand einddoel. Zo was domesticatie een iteratief proces, en zeker in het begin een onbedoeld gevolg van de cultivatie van planten en dieren, die aangetrokken werden door de menselijke omgeving. 
De geschiedschrijving van de negentiende en vroege twintigste eeuw werd gekenmerkt door een technologisch determinisme; men gebruikte de chronologie van opeenvolgende, gebruikte technologische processen, om de opeenvolgende periodes in de menselijke geschiedenis af te bakenen.
In de archeologie wordt het begrip uitvinding ook wel gezien als anachronisme, temeer omdat vanuit nationalistische tendensen in bepaalde landen wordt geclaimd dat men op grond van archeologische vondsten, het oorsprongsland is van een bepaalde technologische innovatie uit het verleden.